# LaserLight
"LaserLight" là một ca khúc của ca sĩ/nhạc sĩ người Anh Jessie J, trích từ bản phát hành lại của album đầu tay của cô, Who You Are (2011).Ca khúc có sự hợp tác của DJ người Pháp David Guetta, là người đồng sáng tác cho ca khúc cùng với Jessie J, The Invisible Men, Giorgio Tuinfort và Frédéric Riesterer. "LaserLight" được phát hành vào 13 tháng 5 năm 2012 ở Anh, là đĩa đơn thứ bảy của album. Trước khi phát hành chính thức, ca khúc đã đạt vị trí thứ 5 ở Anh, khiến cho nó trở thành đĩa đơn thứ 6 đạt top 10 của Jessie J tại đây, đồng thời cô cũng trở thành nữ ca sĩ đầu tiên trong lịch sử âm nhạc nước Anh có sáu đĩa đơn trong cùng một album lọt vào top 10.

## Thực hiện

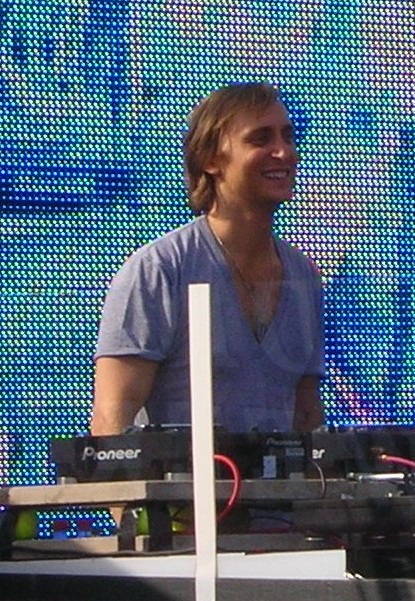
DJ người Pháp David Guetta đồng sáng tác và đồng sản xuất cho ca khúc.

"LaserLight" được sáng tác bởi Jessie J, The Invisible Men, David Guetta, Giorgio Tuinfort, Frédéric Riesterer và được sản xuất bởi Guetta, Tuinfort và Riesterer. Sau khi Jessie góp giọng trong "Repeat", một ca khúc của Guetta, anh có ngỏ ý muốn được trở lại hợp tác với Jessie J một lần nữa, và như vậy, họ cùng nhau sáng tác "LaserLight" cho bản bạch kim của Who You Are, album đầu tay của Jessie J. Jessie miêu tả "LaserLight" như một ca khúc dance-pop sôi động, với phần lời ca khúc: "You make me feel good, you make me feel safe, you make me feel like I could live another day." (Tạm dịch: "Anh khiến em thấy tốt đẹp, anh khiến em thấy an toàn, anh khiến em biết em có thể sống thêm nhiều ngày nữa."). Việc chọn "LaserLight" làm đĩa đơn chính thức được Jessie J thông báo vào 17 tháng 2 năm 2012, trong một cuộc phỏng vấn trên đài BBC Radio 1. Trong cuộc phỏng vấn này, Jessie cũng có nói rằng video cho ca khúc sẽ ra mắt vào đầu tháng 3 năm 2012. Tuy nhiên phải đến tận mùng 9 tháng 4, video ca nhạc mới chính thức ra mắt.

## Video ca nhạc
Video ca nhạc đầy đủ của "LaserLight" được phát hành vào 9 tháng 4 năm 2012 tại VEVO của Jessie J trên YouTube. David Guetta không xuất hiện trong vdeo này. Trong video, Jessie J đóng vai cô gái nổi loạn hoàn toàn với áo da thuộc, có gai ở vai, đôi môi đỏ và đôi mắt dữ dội.

## Danh sách ca khúc
- Tải kĩ thuật số[6]

1. "LaserLight" (hợp tác với David Guetta) – 3:32

- Tải kĩ thuật số - remix

1. "LaserLight" (Daddy's Groove Remix) - 5:07

- Đĩa CD

1. "LaserLight" (Radio Edit) - 3:32
2. "LaserLight" (Daddy's Groove Remix) - 5:07
3. "LaserLight" (Extended Mix) - 5:26
4. "LaserLight" (Instrumental) - 3:32

## Thành phần sản xuất
- Jessica Cornish – sáng tác, hát chính
- The Invisible Men – sáng tác, sản xuất chính, chỉnh giọng
- David Guetta – sáng tác, sản xuất, phối nhạc
- Giorgio Tuinfort – sáng tác, sản xuất
- Frederic Riesterer – sáng tác, sản xuất

Thông tin được lấy từ ghi chú của album Who You Are.

## Bảng xếp hạng
| Bảng xếp hạng (2012)            | Vị trí cao nhất |
| ------------------------------- | --------------- |
| Úc (ARIA)                       | 48              |
| Bỉ (Ultratop 50 Flanders)       | 50              |
| Bỉ (Ultratip Wallonia)          | 8               |
| Bỉ Dance (Ultratop Flanders)    | 14              |
| Ireland (IRMA)                  | 9               |
| New Zealand (Recorded Music NZ) | 19              |
| Scotland (OCC)                  | 4               |
| Slovakia (Rádio Top 100)        | 16              |
| Anh Quốc (OCC)                  | 5               |

| Bảng xếp hạng (2012) | Vị trí |
| -------------------- | ------ |
| Anh Quốc (OCC)       | 70     |

## Chứng nhận
| Quốc gia                                                    | Chứng nhận | Số đơn vị/doanh số chứng nhận |
| ----------------------------------------------------------- | ---------- | ----------------------------- |
| Anh Quốc (BPI)                                              | Bạc        | 200.000‡                      |
| Úc (ARIA)                                                   | Vàng       | 35.000‡                       |
| ‡ Chứng nhận dựa theo doanh số tiêu thụ và phát trực tuyến. |            |                               |

## Lịch sử phát hành
| Quốc gia | Ngày                | Định dạng       | Hãng đĩa           |
| -------- | ------------------- | --------------- | ------------------ |
| Đức      | 4 tháng 5 năm 2012  | Tải kĩ thuật số | Universal Republic |
| Anh      | 13 tháng 5 năm 2012 | Tải kĩ thuật số | Lava               |
| Anh      | 14 tháng 5 năm 2012 | Đài airplay     | Lava               |